# Llanbedr

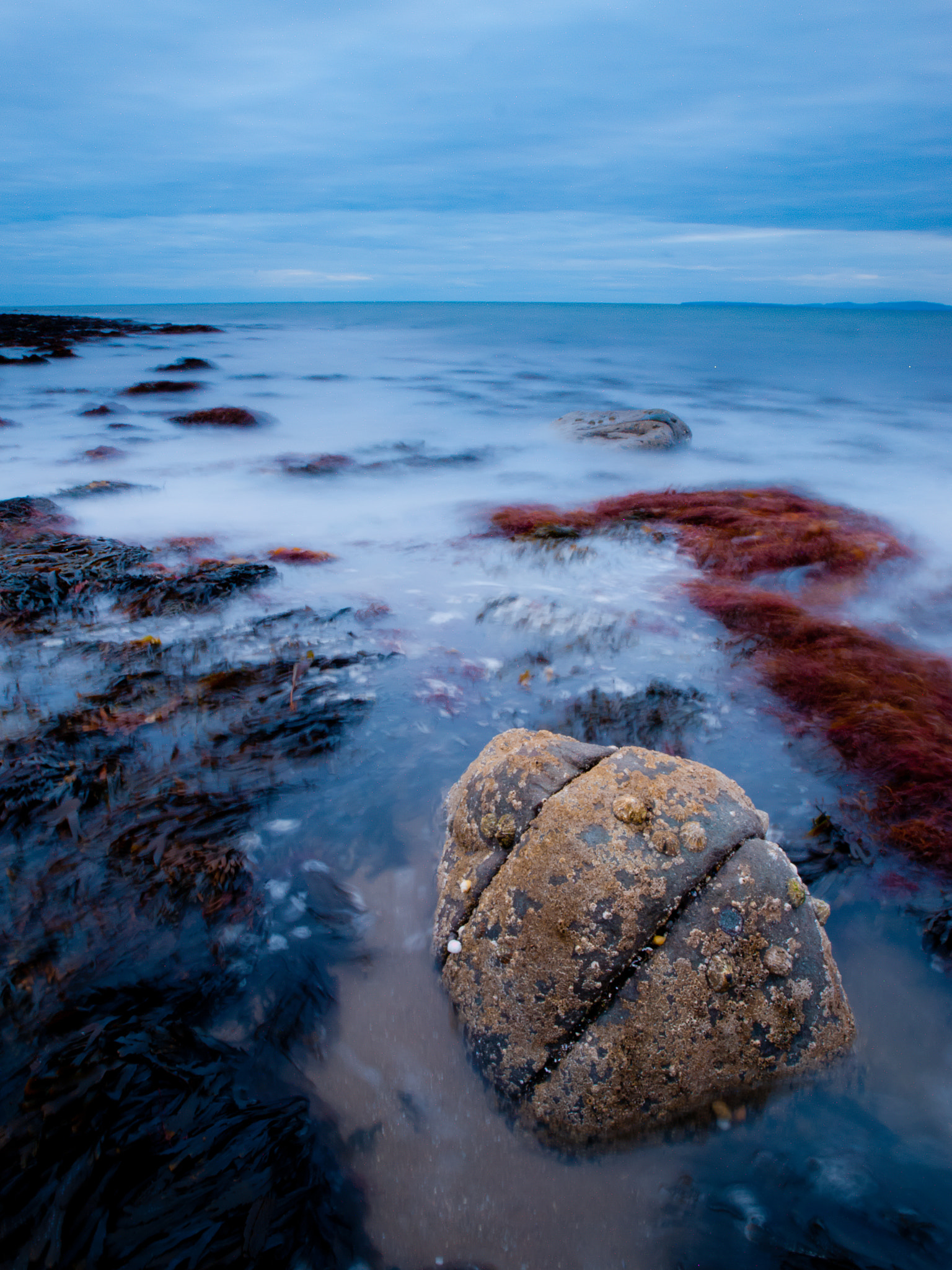
Spiaggia a Llanbedr

Llanbedr è un villaggio con status di community della costa nord-occidentale del Galles, facente parte della contea di Gwynedd e situato lungo il corso del fiume Artro, nell'area di Ardudwy. Ex-centro minerario, conta una popolazione di circa 600 abitanti.

## Geografia fisica
Il villaggio di Llanbedr si trova lungo la strada tra Harlech (località situata a 3 miglia a nord) e Barmouth (situata a 7 miglia a sud) ed è situato ad un miglio da Llandanwg e quindi dall'estuario del fiume Artro, e a 5 miglia dal Llyn Cwm Bychan.

## Storia
Fonti scritte testimoniano l'esistenza di una chiesa a Llanbedr già nel 1060.

## Monumenti e luoghi d'interesse

### Architetture religiose

#### Chiesa di San Pietro
Principale edificio religioso di Llanbedr è la chiesa di San Pietro, risalente in gran parte al XV-XVI secolo, ma che presenta un campanile del XIV secolo.

## Società

### Evoluzione demografica
Nel 2016, la popolazione della community di Llanbedr era stimata in 596 abitanti, di cui 302 erano uomini e 294 erano donne.
La popolazione al di sotto dei 18 anni era pari a 99 unità.
La località ha conosciuto un decremento demografico rispetto al 2011, quando la popolazione censita era pari a 645 abitanti (dato che era tendente al rialzo rispetto al 2001, quando la popolazione censita era pari a 531 abitanti).

## Infrastrutture e trasporti
La località è dotata di un aeroporto.